# Comacchio
Comacchio (emilián nyelven Cmâc’) település Olaszországban, Emilia-Romagna régióban, Ferrara megyében. Lakosainak száma 22 017 fő (2023. január 1.). Comacchio Argenta, Codigoro, Lagosanto, Ostellato, Portomaggiore és Ravenna községekkel határos.

## Népesség
A település lakossága az elmúlt években az alábbi módon változott:

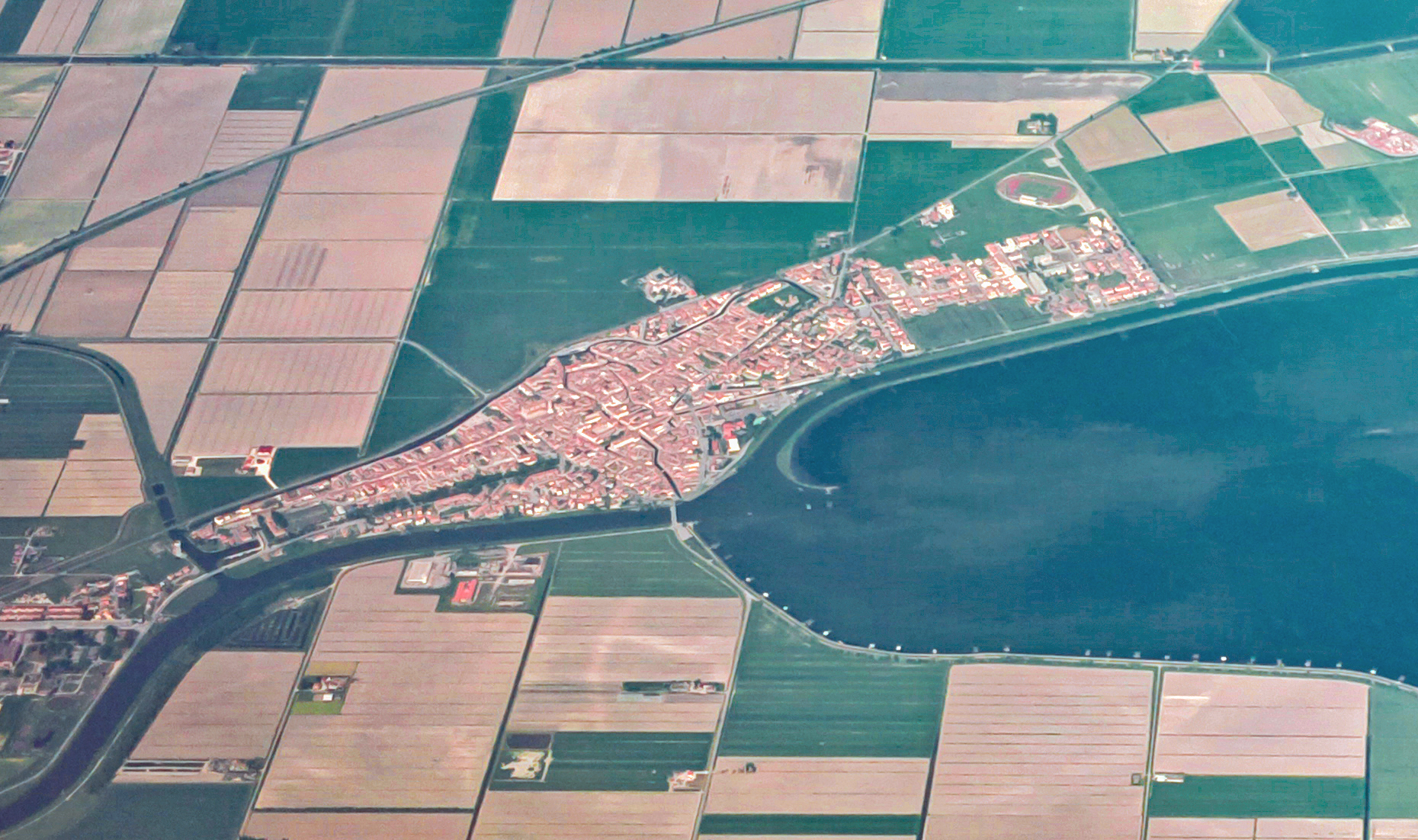
Comacchio

| Lakosok száma | 22 369 | 22 188 | 22 017 |
|               | 2017   | 2018   | 2023   |